# Орешень-Дял
Орешень-Дял, Орешені-Дял (рум. Orășeni-Deal) — село у повіті Ботошані в Румунії. Входить до складу комуни Куртешть.
Село розташоване на відстані 362 км на північ від Бухареста, 7 км на південь від Ботошань, 89 км на північний захід від Ясс.

## Населення
За даними перепису населення 2002 року у селі проживали 1020 осіб, з них 1018 осіб (99,8%) румунів. Рідною мовою 1019 осіб (99,9%) назвали румунську.